# Casa Piumi
Casa Piumi è un edificio storico di Milano situato in via Pantano n. 17.

## Storia e descrizione
Sebbene l'edificio sia stato concepito originariamente nel XV secolo, i rimaneggiamenti del palazzo nella sua storia sono stati molti, a cominciare dalla facciata dalle forme neoclassiche: al pian terreno un portale in pietra con arco a tutto sesto racchiuso tra due lesene è sormontato da un balcone retto da mensole a voluta. Nel piano nobile le finestre sono decorate con semplici modanature rettilinee, mentre al secondo piano da semplici cornici.
All'interno vi sono due cortili, uno minore di forma trapezoidale ed il cortile d'onore di forma quadrata risalente al XVI secolo: il cortile presenta un porticato con colonne in granito e capitelli con teste di cavallo e stemmi scolpiti.